# Folketingsvalgkredse i København 1849-1918
Der var ni folketingsvalgkredse i København fra 1849 til 1895 og 13 folketingsvalgkredse fra 1895 til 1918. Hver valgkreds valgte ét medlem af Folketinget. Man tilstræbte ved oprettelsen af valgkredse i 1849 at der skulle være omtrent lige mange indbyggere i hver valgkreds. Junigrundloven, som indførte demokrati i Danmark i 1849, sagde at der skulle vælges omtrent ét folketingsmedlem for hver 14000 indbyggere. Den første valglov (Lov angaaende Valgene til Rigsdagen af 16de Juni 1949) havde en liste med Danmarks inddeling i 100 valgkredse, hvor der for hver valgkreds blev angivet indbyggertallet.

## Valgkredse fra 1849 til 1895
I 1800-tallet var København inddelt i 14 kvarterer, og kvarterne brugtes ved inddelingen af København i valgkredse i 1849. Valgkredsene var:
- 1. Valgkreds: Vester Kvarter, Udenbys Vester Kvarter og Snarens Kvarter, med undtagelse af matrikel nr. 1 til nr. 37 inklusive. (13.600 beboere).
- 2. Valgkreds: Snarens Kvarter fra matrikel nr. 1 til 37 inklusive, Strand Kvarter, Øster Kvarter, samt af Købmager Kvarter matrikel nr. 49 til 78 inklusive og Frimands Kvarter matrikel nr. 1 til 25 inklusive. (13.316 beboere).
- 3. Valgkreds: Nørre Kvarter og Klædebo Kvarter. (14.351 beboere).
- 4. Valgkreds: Købmager Kvarter med undtagelse af matrikel nr. 49 til 78 inklusive og Frimands Kvarter med undtagelse af matrikel nr. 1 til 25 inklusive. (13.822 beboere).
- 5. Valgkreds: Rosenborg Kvarter og Udenbys Klædebo Kvarter. (13.631 beboere).
- 6. Valgkreds: St. Anna Øster Kvarter og St. Anna Vester Kvarter matrikel nr. 31 til 72 inklusive. (13.583 beboere).
- 7. Valgkreds: St. Anna Vester Kvarter fra matrikel nr. 1 til 408 med undtagelse af matrikel nr. 31—72 inklusive. (14.202 beboere).
- 8. Valgkreds: Resten af St. Anna Vester Kvarter og Nyboder. (15.571 beboere).
- 9. Valgkreds: Christianshavn med Amagerbro. (14.363 beboere).

## Valgkredse fra 1895 til 1918
Befolkningsudviklingen i Danmark med vandring fra land til by medførte at der efterhånden blev stor forskel på valgkredsenes størrelse. I 1860 havde København 9,6 % af Danmarks befolkning og 8,8 % af folketingsmedlemmerne, og forskellen mellem andelen af befolkningen og andelen af folketingsmedlemmer var stadig stigende. I 1890 var Københavns 5. valgkreds Danmarks største med 142.000 indbyggere, mens de fleste valgkredse i Danmark havde mellem 14.000 og 20.000 indbyggere. Efter adskillige forslag som ikke opnåede flertal i 1870'erne, 1880'erne og starten af 1890'erne, blev der gennemført en ændring i 1894 som forøgede antal af valgkredse i de største byer med virkning fra 1895. I København blev de hidtidige 9 valgkredse omdannet til 13 nye valgkredse. Desuden blev Frederiksbergkredsen (Københavns Amts 1. Valgkreds) opdelt i 3 nye kredse, så der kom tilsammen 6 flere kredse i Hovedstaden.
I den nye inddeling fulgte man ikke som ellers kommunegrænsen. For at gøre det lettere for vælgerne at komme til valgstedet kom den nyoprettede Sundbyerne Kommune med i Københavns 9. Valgkreds sammen med Christianshavn i Københavns Kommune, mens den vestligste del af Vesterbro (omtrent den del af Københavns Kommune som lå vest for Enghavevej) kom med i den nyoprettede Valbykreds (Københavns Amts 3. Valgkreds). Igen blev de københavnske valgkredse udformede så de havde omtrent lige mange indbyggere, nu omkring 24.000-25.000.
Denne gang var valgkredsene defineret ud fra fysiske ting som gader, kanaler og andet. Kredsene fra 1895 til 1918 var:
- 1. Valgkreds: Den del af staden, som begrænses af Absalonsgade og en linje i fortsættelse af samme langs med Vestre Gasværk, Vesterbrogade, Værnedamsvej, Gl. Kongevej, Petersens Passage, Vesterbrogade, Rådhuspladsen, Frederiksberggade, Mikkel Bryggers Gade, Lavendelstræde, Nytorv, Rådhusstræde, Frederiksholms Kanal til havnen.
- 2. Valgkreds: Den del af staden, som begrænses af Frederiksholms Kanal, Magstræde, Snaregade, Naboløs, Læderstræde, Højbro Plads, Østergade, Kongens Nytorv, Nyhavn, Trangraven og dennes fortsættelse syd for Arsenalø, Sofie Hedevigs Bastions vestre side, Stadsgraven indtil Bådmandsstræde, Overgaden over Vandet, Langebrogade.
- 3. Valgkreds: Den del af staden, ligger nord for 1. kreds og i øvrigt begrænses af Sankt Jørgens Søs vestre side, dosseringen til Dronning Louises Bro, Søtorvet, Vendersgade, Fiolstræde, Skindergade, Gl. Torv, Lavendelstræde, Mikkel Bryggers Gade, Frederiksberggade.
- 4. Valgkreds: Den del af staden, som begrænses af Rådhusstræde, Nytorv, Gammeltorv, Skindergade, Fiolstræde, Søtorvet, Gothersgade, til Nørrevoldgade, Tornebuskegade, Åbenrå, Vognmagergade, Møntergade, Pilestræde, Østergade, Højbro Plads, Læderstræde, Naboløs, Snaregade, Magstræde.
- 5. Valgkreds: Den del af staden, som begrænses af Ågade, Griffenfeldsgade, Korsgade, Slotsgade, Nørrebrogade til Elmegade, Sankt Hans Torv, Blegdamsvej, Læssøesgade, Sortedam Dossering, Sortedamsgade, Dosseringen.
- 6. Valgkreds: Den del af staden, som begrænses af Frihavnens pramkanal, Frihavnens sydgrænse til udfor Søndre Frihavnsvej, Søndre Frihavnsvej, Østervoldgade til Rigensgade, Rigensgade, Sølvgade, Kronprinsessegade, Møntergade, Vognmagergade, Åbenrå, Tornebuskegade, Gothersgade, Søtorvet, Sortedamsgade, Sortedams Dossering, Slagelsegade, Holsteinsgade og dennes forlængelse til jernbanen, jernbanelinjen til udfor Øresundshospitalet, Sundet og Indrereden samt endvidere skibe i havnen og på Indrereden.
- 7. Valgkreds: Den del af Staden, der begrænses af Pilestræde, Møntergade, Kronprinsessegade, Sølvgade, Rigensgade, Klerkegade, Borgergade, Fredericiagade, Bredgade, Kongens Nytorv, Østergade.
- 8. Valgkreds: Den del af staden, som ligger syd og øst for 6. kreds og i øvrigt begrænses af Klerkegade, Borgergade, Fredericiagade, Bredgade, Nyhavn, Trangraven og dennes fortsættelse syd og øst for Arsenalø, Frederiksholm, Nyholm, samt endvidere Refshaleøen og Søforterne.
- 9. Valgkreds: Den del af Christianshavn, som ligger syd og øst for 2. og 8. kreds, samt endvidere Sundbyernes Sogn under Københavns Amt.
- 10. Valgkreds: Den del af staden, der ligger nord og vest for 6. kreds og i øvrigt begrænses af Læssøesgade, Ryesgade, Fredensgade og dennes fortsættelse til Nørre Alle, Nørre Alle, Jagtvej, Strandvejen.
- 11. Valgkreds: Den del af staden, der ligger nord og vest for 10. kreds og i øvrigt begrænses af Læssøesgade fra Ryesgade, Blegdamsvej, St. Hans Torv, Elmegade, Nørrebrogade.
- 12. Valgkreds: Den del af staden, som ligger vest for 5. kreds og syd for 11. kreds.
- 13. Valgkreds: Den del af staden, som ligger vest for 1. kreds og i øvrigt begrænses af Enghavevej og sammes fortsættelse mod syd, Matthæusgade, Valdemarsgade, Vesterbrogade.

Københavns Kommune blev udvidet med Brønshøj Sogn (tidligere i Brønshøj-Rødovre Kommune) og Valby (tidligere i Hvidovre Kommune)
1. januar 1901, samt med Sundbyernes Sogn (tidligere Sundbyerne Kommune) 1. januar 1902. Dette påvirkede ikke valgkredsene. Brønshøj fortsatte med at tilhøre Frederiksberg II-kredsen (Københavns Amts 2. Valgkreds) og Valby til Valbykredsen (Københavns Amts 2. Valgkreds). Sundbyerne tilhørte allerede Københavns 9. Valgkreds fra 1895.
Enkeltmandsvalgkredsene i København blev afskaffede i 1918. Ved folketingsvalget 1918 udgjorde Københavns og Frederiksberg Kommuner en samlet valgkreds kaldet Hovedstaden hvor der blev valgt 24 medlemmer af Folketinget ved forholdstalsvalg med brug af D'Hondts metode. Det varede dog kun til 1920 hvor Hovedstaden blev inddelt i Søndre Storkreds, Vestre Storkreds og Østre Storkreds som hver indeholdt et antal opstillingskredse tilsvarede det valgsystem som stadig anvendes i dag.

## Folketingsmedlemmer valgt i København 1849-1918
Kildehenvisningerne i parentes henviser til bind og sidetal i Rigsdagens medlemmer gennem hundrede aar 1848-1948.

### Københavns 1. Valgkreds
1849-1895
- Julius Wilkens 4. december 1849 — 26. februar 1853 (II, s. 268)
- H.M. Velschow 26. februar 1853 — 27. maj 1853 (II, s. 261-262)
- Julius Wilkens 27. maj 1853 — 31. august 1854 (nedlagde mandatet) (II, s. 268)
- L.C. Larsen 30. september 1854 — 14. juni 1861 (suppleringsvalg) (II, s. 7-8)
- J.C. Jacobsen 14. juni 1861 — 7. juni 1864 (I, s. 234-235)
- Christian Rimestad 7. juni 1864 — 25. juni 1884 (II, s. 161-162)
- Herman Trier 25. juni 1884 — 28. januar 1887 (II, s. 245-246)
- Florian Larsen 28. januar 1887 — 21. januar 1890 (II, s. 4)
- Herman Trier 21. juni 1890 — 25. maj 1909 (II, s. 245-246)

1895-1918
- Herman Trier 21. juni 1890 — 25. maj 1909 (II, s. 245-246)
- Julius Wulff 25. maj 1909 — 22. april 1918 (II, s. 273)

### Københavns 2. Valgkreds
1849-1895
- C.A. Broberg 4. december 1849 — 2. september 1851 (nedlagde mandatet) (I, s. 70)
- Carl Frederik Blixen-Finecke 1. oktober 1851 — 4. august 1852 (suppleringsvalg) (I, s. 49-50)
- Alfred Hage 4. august 1852 — 14. juni 1858 ((I, s. 171-172)
- C.W. Lange 14. juni 1858 — 14. juni 1861 (II, s. 1)
- C.J.H. Kayser 14. juni 1861 — 7. juni 1864 (I, s. 285-286)
- J.L. Ussing 7. juni 1864 — 4. juni 1866 (II, s. 254)
- C.C. Brix 4. juni 1866 — 28. januar 1887 (I, s. 69)
- Carl Wagner 28. januar 1887 — 3. april 1901 (II, s. 255-256)

1895-1918
- Carl Wagner 28. januar 1887 — 3. april 1901 (II, s. 255-256)
- Alfred Benzon 3. april 1901 — 16. juni 1903 (I, s. 30)
- H.L. Møller 16. juni 1903 — 20. maj 1910 (II, s. 67)
- Ivar Berendsen 20. maj 1910 — 22. april 1918 (I, s. 30-31)

### Københavns 3. Valgkreds
1849-1895
- J.E. Larsen 4. december 1849 — 27. maj 1853 (II, s. 5)
- Matthias Hans Rosenørn 27. maj 1853 — 23. maj 1854 (nedlagde mandatet) (II, s. 167-168)
- C.A. Broberg 18. juli 1854 — 7. maj 1856 (suppleringsvalg, nedlagde mandatet) (I, s. 70)
- W. Abrahamson 26. august 1856 — 14. juni 1858 (suppleringsvalg) (I, s. 4)
- Otto Müller 14. juni 1858 — 9. august 1860 (nedlagde mandatet) (II, 62-63)
- F. Feddersen 8. september 1860 — 12. maj 1863 (suppleringsvalg, døde i embedet) (I, s. 141)
- L.C. Larsen 15. juli 1863 — 20. september 1872 (suppleringsvalg) (II, s. 7-8)
- Carl Tvermoes 20. september 1872 — 20. april 1892 (II, s. 252)
- Christian Wassard 20. april 1892 — 9. april 1895 (II, s. 259)

1895-1918
- Alfred Christensen 9. april 1895 — 25. maj 1909 (I, s. 89)
- N.P. Jensen 25. maj 1909 — 20. maj 1910 (I, s. 255-256)
- Alfred Christensen 20. maj 1910 — 22. april 1918 (I, s. 89)

### Københavns 4. Valgkreds
1849-1895
- Viggo Rothe 4. december 1849 — 1. december 1854 (II, s. 169-170)
- C.J. Glahn 1. december 1854 — 14. juni 1858 (I, s. 161-162)
- Adolf Scherfig 14. juni 1858 — 14. juni 1861 (II, s. 181)
- C.E. Fenger 14. juni 1861 — 25. april 1876 (I, s. 142)
- William Scharling 25. april 1876 — 5. april 1898 (II, s. 179-180)

1895-1918
- Gustav Philipsen 5. april 1898 — 16. juni 1903 (II, s. 133)
- Lauritz Vilhelm Birck 16. juni 1903 — 20. maj 1910 (I, s. 44)
- Julius Schovelin 20. maj 1910 — 22. april 1918 (II, s. 188-189)

### Københavns 5. Valgkreds
1849-1895
- C.N. David 4. december 1849 — 4. august 1852 (I, s. 120)
- F.M. Knuth 4. august 1852 — 27. maj 1853 (I, s. 298)
- Carl Christensen 27. maj 1853 — 14. juni 1858 (I, s. 91)
- F.F. Tillisch 14. juni 1858 — 14. juni 1861 (II, s. 241-242)
- Carl Bille 14. juni 1861 — 10. september 1880 (nedlagde mandatet) (I, s. 39)
- C. Goos 29. september 1880 — 25. juni 1884 (suppleringsvalg) (II, s. 164)
- P. Holm 25. juni 1884 — 8. august 1898 (nedlagde mandatet) (I, s. 220-221)

1895-1918
- P. Holm 25. juni 1884 — 8. august 1898 (nedlagde mandatet) (I, s. 220-221)
- F.J. Borgbjerg 28. september 1898 — 22. april 1918 (suppleringsvalg) (I, s. 59-60)

### Københavns 6. Valgkreds
1849-1895
- C.F.L. Mourier 4. december 1849 — 4. august 1852 (II, s. 57)
- J. Raben 4. august 1852 — 1. december 1854 (II, s. 142)
- Adolph Steen 1. december 1854 — 14. juni 1858 (II, s. 210-211)
- Carl Frederik Blixen-Finecke 14. juni 1858 — 14. juni 1861  (I, s. 49-50)
- Cai Hegermann-Lindencrone 14. juni 1861 — 7. juni 1864 (I, s. 210)
- Adolph Steen 7. juni 1864 — 22. september 1869 (II, s. 210-211)
- A.L. Hindenburg 22. september 1869 — 25. april 1876 (I, s. 213-214)
- H.N. Hansen 25. april 1876 — 3. januar 1879 (I, s. 188)
- Marius Gad 3. januar 1879 — 9. april 1895 (II, s. 159-160)

1895-1918
- Holger Hammerich 9. april 1895 — 4. oktober 1915 (døde i embedet) (I, s. 177-178)
- Alex Foss 14. december 1915 — 22. april 1918 (suppleringsvalg) (I, s. 150)

### Københavns 7. Valgkreds
1849-1895
- P. Pedersen 4.december 1849 — 4. august 1852 (II, s. 123)
- A.L. Casse 4. august 1852 — 10. juni 1854 (nedlagde mandatet) (I, s. 88)
- J.C. Jacobsen 2. august 1854 — 14. juni 1858 (suppleringsvalg) (I, s. 234-235)
- Carl Lier 14. juli 1858 — 14. juni 1861 (II, s. 19-20)
- A.L. Casse 14. juni 1861 — 24. maj 1881 (I, s. 88)
- Christopher Hage 24. maj 1881 — 28. januar 1887 (I, s. 172)
- Herman Halkier 28. januar 1887 — 21. januar 1890 (I, s. 175)
- Christopher Hage 21. januar 1890 — 16. juni 1903 (I, s. 172)

1895-1918
- Christopher Hage 21. januar 1890 — 16. juni 1903 (I, s. 172)
- C.A. Schmidt 16. juni 1903 — 25. maj 1909 (IO, s. 185)
- V.H.O. Madsen 25. maj 1909 — 20. maj 1910 (II, s. 39)
- C.A. Schmidt 20. maj 1910 — 20. maj 1913 (II, s. 185)
- Arnold Fraenkel 20. maj 1913 — 22. april 1918 (I, s. 150-151)

### Københavns 8. Valgkreds
1849-1895
- P.F. Lunde 4. december 1949 — 4. august 1852 (II, s. 29)
- Steen Bille 4. august 1852 — 26. februar 1853 (I, s. 40)
- C.F. Gram 26. februar 1853 — 1. december 1854 (I, s. 165)
- C.V. Rimestad 1. december 1854 — 12. oktober  1866 (II, s. 162)
- Gottlieb Schønheyder 12. oktober 1866 — 22. september 1869 (II, s. 195)
- Christian Schønheyder 22. september 1869 — 14. november 1873 (II, s. 194-195)
- N.F. Ravn 14. november 1873 — 3. april 1901 (II, s. 155-156)

1895-1918
- N.F. Ravn 14. november 1873 — 3. april 1901 (II, s. 155-156)
- Martin Olsen 3. april 1901 — 25. maj 1909 (II, s. 104)
- Georg Schack 25. maj 1909 — 20. maj 2019 (II, s. 178-179)
- Martin Olsen 20. maj 1910 — 22. april 1918 (II, s. 104)

### Københavns 9. Valgkreds
1849-1895
- C.E. Fenger 4. december 1849 — 4. august 1852 (I, s. 142)
- Nicolai Tuxen 4. august 1852 — 24. august 1854 (nedlagde mandatet) (II, s. 251)
- Harald Kayser 28. september 1854 — 7. juni 1864 (suppleringsvalg) (I, s. 286)
- Johan Tuxen 7. juni 1864 — 3. januar 1879 (II, s. 249-250)
- Johannes Paulsen 3. januar 1879 — 25. juni 1884) (II, s. 115-116)
- Chr. Hørdum 25. juni 1884 — 28. januar 1887 (I, s. 230)
- A. Chr. Jensen 28. januar 1887 — 21. januar 1890 (I, s. 237-238)
- Christen Hørdum 21. januar 1890 — 25. maj 1909 (I, s. 230)

1895-1918
- Chr. Hørdum 21. januar 1890 — 25. maj 1909 (I, s. 230)
- Christen Hansen 25. maj 1909 — 22. april 1918 (I, s. 183)

### Folketingsmedlemmer valgt i Københavns 10. Valgkreds
1895-1918
- Jens Jensen 9. april 1895 — 16. juni 1903 (I, s. 243-244)
- P. Knudsen 16. juni 1903 — 30. november 1909 (nedlagde mandatet) (I, s. 296)
- Gustav Bang 4. januar 1910 — 31. januar 1915 (suppleringsvalg, døde i embedet (I, s. 23-24)
- Vilhelm Rasmussen 9. marts 1915 — 22. april 1918 (suppleringsvalg) (II, s. 153-154)

### Folketingsmedlemmer valgt i Københavns 11. Valgkreds
1895-1918
- Sigvald Olsen 9. april 1895 — 22. april 1918 (II, s. 107)

### Folketingsmedlemmer valgt i Københavns 12. Valgkreds
1895-1918
- Emil Wiinblad 9. april 1895 — 22. april 1918 (II, s. 267)

### Folketingsmedlemmer valgt i Københavns 13. Valgkreds
1895-1918
- A.C. Meyer 9. april 1895 — 22. april 1918 (II, s. 47-48)